# Michel Kikoïne
Michel Kikoïne (wł. Michaił Perecowicz Kikoin, ros. Михаил Перецович Кикоин) (ur. 31 maja 1892 w Homlu, zm. 4 listopada 1968 w Cannes) – francuski malarz pochodzenia żydowskiego.

## Życiorys
Urodził się w rodzinie bankiera Szmula Pereca Kikoina i jego żony Geni, gdy miał kilka miesięcy rodzina przeniosła się do Rzeczycy. Mieszkał tam ojciec Geni, rabin Izzak Czjuni pochodzący z Lucyna. W 1904 Kikoinowie przenieśli się do Mińska, Michaił rozpoczął tam naukę w Szkole Handlowej równocześnie uczęszczając do szkoły rysunkowej Jakuba Krugera, gdzie poznał Chaima Soutine. W 1908 wbrew woli rodziców obaj wyjechali do Wilna, gdzie rozpoczęli naukę w szkole sztuki użytkowej na Antokole, tam zaprzyjaźnili się z Pinchusem Kremegne. W 1912 wyjechał do Paryża, gdzie mieszkał jego brat Josif. Zamieszkał wśród innych artystów na emigracji w „La Ruche”, gdzie wcześniej zamieszkali Chaim Soutine i Pinchus Kremegne i zaczął używać imienia i nazwiska Michel Kikoïne. Rozpoczął studia w École des Beaux-Arts w pracowni Fernanda Cormona. Po wybuchu I wojny światowej zaciągnął się do armii francuskiej, a szybko został przeniesiony do rezerwy. Od 1914 wystawiał swoje pace w Salonie Jesiennym i Salonie Niezależnych. W 1918 poślubił Różę Bunimowicz, dwa lata później urodził im się syn Jakub. Pierwsza wystawa indywidualna Michela Kikoine miała miejsce w 1919, rok później za pośrednictwem Amedeo Modiglianiego podpisał umowę z marszandem, dzięki któremu wystawił swoje prace w 1920 w Galerii Cheron, a cztery lata później w Galerii Netter. W 1924 otrzymał francuskie obywatelstwo, dwa lata później kupił dom w Annay-sur-Serein w Burgundii, gdzie przez wiele lat przyjeżdżał na plenery malarskie i na wypoczynek. W 1927 zamieszkał w Montrouge, gdzie obok domu była jego pracownia. Rok później pierwszy raz od wyjazdu wyjechał na wschód Europy, jego prace uczestniczyły w zorganizowanej w Moskwie wystawie współczesnej sztuki francuskiej  W 1933 przeprowadził się na Montparnasse i mieszkał tam aż do śmierci. Po wybuchu II wojny światowej pozostaje w Paryżu, ale podobnie jak inni Żydzi musi nosić na rękawie żółtą opaskę. W 1941 potajemnie wyjeżdża do Tuluzy i pozostaje tam do końca wojny malując, wielu bliskich ginie w obozach koncentracyjnych. W 1950 wyjeżdża w podróż do Hiszpanii i Włoch, w kolejnych latach trzykrotnie odwiedza Izrael. W 1953 ukazuje się album z litografiami Kikoïne zatytułowany „Synowie Izraela”, od 1958 mieszka u córki w Cannes. Po II wojnie światowej uczestniczył w licznych wystawach w Paryżu, Nowym Jorku, Montpellier, Izraelu, Strasburgu, Londynie i Bordeaux. Zmarł nagle na atak serca w swojej pracowni. Córka Claire Marat-Kikoïne i syn Jakub założyli fundację imienia ich ojca, której zadaniem jest wspieranie izraelskich artystów.